# 태풍 산산 (2006년)
태풍 산산(태풍 번호: 0613, JTWC 지정 번호: 14W, 국제명:SHANSHAN, 필리핀 기상청 지정 이름: Luis)은 북서태평양에서 발생한 2006년의 제13호 태풍이다. 태풍 산산은 대한민국과 일본에 큰 영향을 주었고 이 두 나라에서 막대한 피해를 입었다. 산산으로 인해 최소 11명이 숨진 것으로 파악되었고 재산피해는 25억달러(2006년 기준)가 집계되면서 2006년에 전 세계에서 일어난 자연재해 중 재산피해액 크기 순위로 세계 6위에 랭크되었다.

## 태풍의 이동 경로

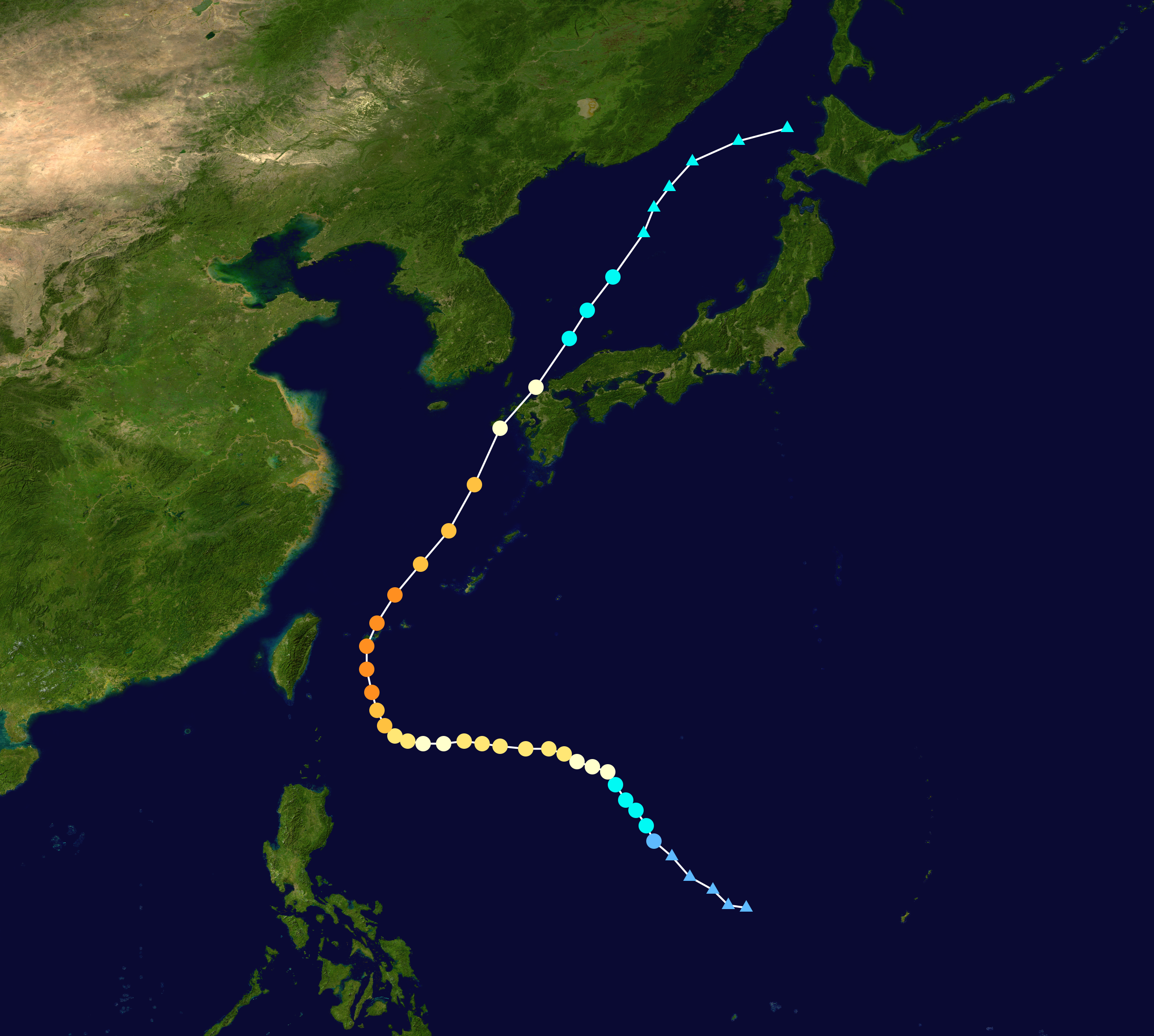
태풍 산산의 이동 경로

2006년 9월 9일, 일본 기상청(JMA)은 미크로네시아 연방 서부의 섬인 야프섬 북북동쪽 약 500 km (300 mi) 부근 해상에서 열대 저기압이 발생했다고 발표했다. 이날 후에 홍콩 기상청(HKO)이 이 열대저기압의 진로를 예보하기 시작했다.
열대저기압이 북서쪽으로 이동하면서 이 저기압을 미국 합동태풍경보센터(JTWC)가 9월 10일 아침 열대저기압 14W으로 명명하였고 이후 필리핀 기상청(PAGASA) 관할 구역에 진입하면서 PAGASA가 독자적으로 명명하는 이름인 'Luis'가 부여되었다. 열대저기압은 갈수록 강력해졌고 열대 폭풍의 세력이 되면서 JMA가 국제명칭인 '산산(SHANSHAN)'으로 지정하였다. HKO도 비슷한 시기에 열대폭풍으로 승격시켰다.
산산은 크게 강해지면서 9월 11일 아침에는 강한 열대폭풍의 단계까지 올라가고 12시간이 지난 오후에는 태풍의 세력으로 단 하루만에 강력해졌다. 이로써 산산은 2006년의 7번째 태풍의 세력에 미친 태풍이 되었다. 9월 15일 이리오모테섬을 지나기 직전에 JTWC는 산산의 풍속을 220 km/h으로, JMA는 205 km/h으로 각각 추정했다. 일본 열도 남부에 자리한 아열대성 고압대 때문에 산산은 대만 방면인 서쪽으로 더욱 치우쳐 이동했다. 곧바로 산산은 이리오모테섬을 정확하게 통과하였다.
PAGASA는 9월 16일 산산이 관할 구역에서 벗어나자 태풍 예보를 중단하였다. 산산이 PAGASA 관할 구역 내에 있을 때 최대풍속은 150 km/h였다. 산산은 9월 17일 일본 규슈섬 북서부에 상륙하였고 HKO는 이내 산산이 홍콩 기상청 관할 구역에서 벗어나자 마지막 예보를 내렸다. JTWC는 산산이 동해로 진입한 지 얼마 되지 않아 온대저기압으로 변질되었다고 발표했다.
JMA는 9월 18일에 강한 열대폭풍으로 격하했고 홋카이도 섬에 상륙하기 전에 강한 열대폭풍 산산이 온대저기압으로 변질되었다고 발표했고 이 온대저기압은 9월 22일까지 추적되었다.

## 피해 및 기록
대한민국에서는 9월 17일 하루 동안 제주 시내에 108.5 mm, 포항에 74.0 mm, 부산에 45.5 mm의 비가 내렸다. 4000가구에서 이재민이 발생하였으며, 울릉도에서는 배가 침몰하기도 하였다.
태풍의 중심부가 통과한 일본에서는 25,000가구에서 이재민이 발생하였으며, 시간당 50 mm 이상의 비가 쏟아져 운행중인 열차가 탈선되는 사고가 일어났다. 태풍이 상륙했던 일본 규슈 지방에서는 순간최대풍속 67 m/s가 관측되었다.

## 같이 보기
- 태풍 산산
- 태풍 덴빈 (2012년)
- 태풍 볼라벤 (2012년)